# Festival international de la bande dessinée d'Angoulême
Pour les articles homonymes, voir Festival de la bande dessinée.
« Festival d'Angoulême » redirige ici. Pour festival de cinéma, voir Festival du film francophone d'Angoulême.
Le Festival international de la bande dessinée d'Angoulême, plus communément appelé festival d'Angoulême ou FIBD, est le principal festival de bande dessinée francophone et le plus important au monde de par sa notoriété et son taux de participation. Il a lieu en France, dans la ville d'Angoulême.
Il a lieu tous les ans en janvier depuis 1974 et associe expositions, débats, rencontres et nombreuses séances de dédicace, les principaux auteurs francophones étant présents. De nombreux prix y sont décernés, dont le grand prix de la ville d'Angoulême, qui récompense un auteur pour l'ensemble de son œuvre, et le Fauve d'or, récompensant un album paru l'année précédente.
De sa création à 1996, il s'appelait Salon international de la bande dessinée d'Angoulême.

## Histoire

### Origines du festival
Ville industrielle sur le déclin, Angoulême n'a aucune relation particulière à la bande dessinée dans les années 1960. À cette époque, la bande dessinée commence à avoir une image plus adulte, les grands médias se mettent à en parler et les premières expositions consacrées à ce support apparaissent, à l'instigation de clubs d'amateurs de bande dessinée comme le Celeg (1962-1967) ou la Socerlid (1964-1977). Parmi les figures de ce fandom naissant figurent les Charentais Francis Groux, Pierre Pascal ou Michel Baron. En 1969, Groux, impliqué dans le tissu associatif local, organise dans deux Maison des jeunes et de la culture de la région angoumoisine une « Semaine de la bande dessinée ». Dans les mois suivants, il continue à animer des soirées débat consacrées à la bande dessinée dans des MJC. Devenu après les élections municipales de 1971 président des commissions des Affaires culturelles et des Affaires sociales d'Angoulême, il se rapproche du maire-adjoint à la culture, Jean Mardikian. Tous deux organisent en juin 1972 une manifestation culturelle pluridisciplinaire, Angoulême Art Vivant, à l'occasion de laquelle Groux fait présenter à Claude Moliterni devant une salle comble « un montage audiovisuel à base de reproduction de cases sur fond musical et son exposition à succès « 10 millions d'images », centrée sur l'âge d'or américain ».
En novembre 1972, Groux et Mardikian organisent en concertation avec les librairies d'Angoulême et toujours grâce à l'aide de Moliterni une « Quinzaine de la bande dessinée » où plusieurs auteurs célèbres (de Franquin à Gotlib) viennent dédicacer au musée d'Angoulême les jeudi et samedi. Face au succès public et aux réactions positives des auteurs, Groux suggère à Moliterni de mettre en place à Angoulême un festival inspiré par celui de Lucques, que Moliterni avait co-fondé en 1965 et qui était alors le principal festival de bande dessinée d'Europe. Moliterni accepte et fait inviter Groux et Mardikian à l'édition suivante du festival de Lucques, prévue pour le début de l'automne 1973. Bien qu'entre temps des passionnés regroupés derrière Jean-Paul Tibéri aient organisé à Toulouse le premier Salon national de la bande dessinée, Groux et Mardikian se rendent bien à Lucques où ils obtiennent des organisateurs du festival l'autorisation d'en fonder un à Angoulême sur le modèle du leur. De retour en France, ils se lancent alors avec Moliterni dans la préparation de la première édition, prévue quelques semaines plus tard, en janvier.

### Un succès rapide malgré des difficultés ponctuelles (1974-1980)
La première édition du salon international de la bande dessinée se déroule du 25 au 27 janvier 1974 dans l'aile désaffectée d'une partie du musée d'Angoulême. L'association organisatrice est présidée par Groux, Mardikian en est le secrétaire général, tandis que le festival lui-même est dirigé par Pierre Pascal. Hugo Pratt signe la première affiche et Burne Hogarth, Harvey Kurtzman, Maurice Tillieux, André Franquin, Claire Bretécher, Gotlib, Fred, Tibet, Peyo, Jean Roba, Jean Giraud sont présents. Cette première édition est un succès immédiat et accueille dix mille visiteurs. L'édition suivante accueille 15 000 personnes.
Au fur et à mesure des années, le festival multiplie les « choix souvent judicieux » : ouverture à toutes les bandes dessinées, décentralisation des activités, multiplication des colloques et conférences. À partir de 1976, chaque édition a un thème, idée aux résultats mitigés, ceux-ci étant trop restreints ou trop larges. L'édition de 1977 marque la consécration du festival avec la présence d'Hergé, qui accepte de présider le salon et d'en réaliser l'affiche. L'arrivée d'Hergé, le samedi 22 janvier, déplace les foules et donne une couverture médiatique nationale au festival.
En 1977, à la suite du changement d'équipe municipale, les subventions ne sont pas renouvelées. Le festival craint pour sa survie mais finalement le député-maire Jean-Michel Boucheron, amateur de bande dessinée soucieux d'améliorer l'image de sa ville sinistrée par la désindustrialisation apporte à partir de l'édition de 1979 tout son soutien au festival ; néanmoins, l'entrée devient payante. La même année, à la suite d'un conflit entre Pascal et l'administrateur du festival Mardikian, Groux se retire. Alain Beauregard est président par intérim de l'édition de 1980 avant que Boucheron ne le devienne courant 1980, ce qui suscite les critiques de Groux.

### Professionnalisation (années 1980)
En 1981, deux ministres sont présents, Boucheron voulant montrer que le festival a dépassé le stade de l'amateurisme. Il veut également qu'Angoulême devienne une « capitale permanente de l'image en France », au-delà de la seule bande dessinée. Ainsi, un atelier-école de bande dessinée et la Maison de la bande dessinée (centre de documentation et de recherche) sont ouverts en 1982, le dépôt légal des bandes dessinées à la bibliothèque municipale est instauré en juillet de la même année. En mai 1983, le musée des Beaux-Arts municipal ouvre la Galerie Saint-Ogan afin d'exposer une sélection des planches qu'il a acquise depuis le milieu de la décennie précédente. Lors du festival 1984, Jack Lang annonce la création d'un Centre national de la bande dessinée et de l'image, à la fois musée, médiathèque et centre de recherche. Rapidement, les retombées économiques à long terme se font ressentir : en 1983, deux sociétés de dessin animé et de vidéopostes s'installent, créant 300 emplois.

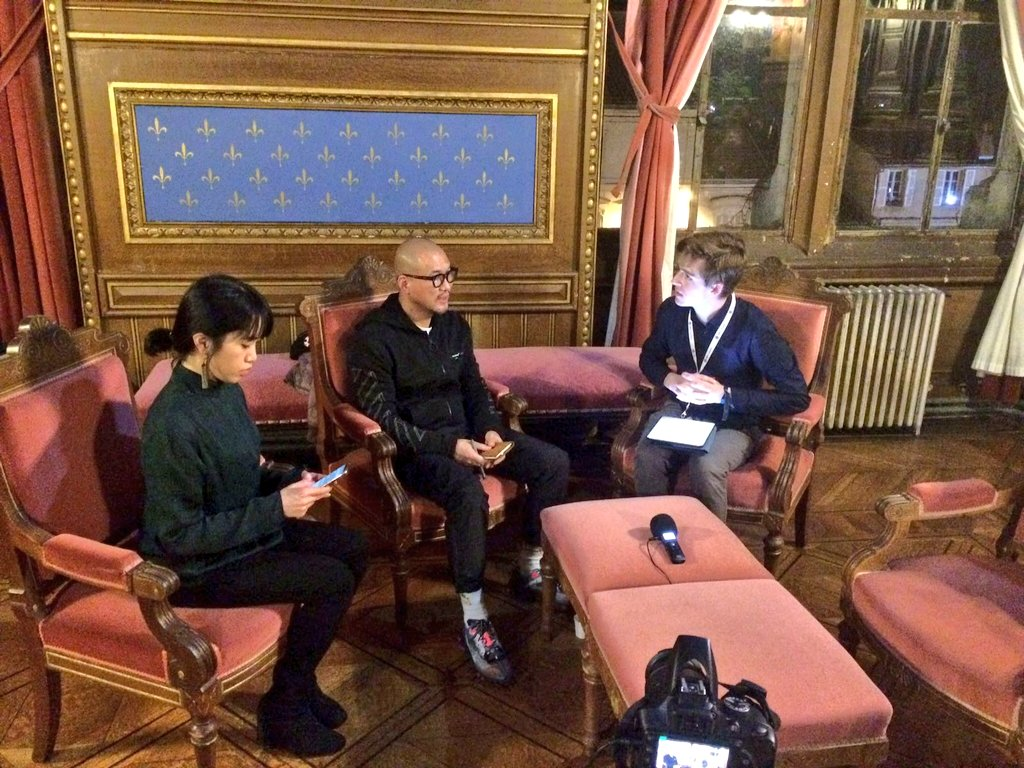
L'artiste coréen Kim Jung Gi en interview avec Yann Blake pendant le festival à l'hôtel de ville d'Angoulême (janvier 2019).

Cette professionnalisation est accompagnée d'une hausse du budget (quatre millions de francs en 1984, soit 1 130 000 € de 2017). Elle implique également une certaine marchandisation du festival, qui se marque dans la croissance du nombre d'éditeurs présents et la diminution des conférences et tables rondes (de 20 en 1975 à 2 en 1984), tandis que le nombre d'expositions reste stable autour de la vingtaine.
En 1985, le président de la République française, François Mitterrand, visite le festival.

### Consécration
En 1988, Jacques Glénat soutient Pierre Pascal pour déplacer le salon à Grenoble, où se trouve le siège de sa maison d'édition. Craignant qu'Angoulême perde son festival, le maire Boucheron décide d'augmenter le budget de l'édition 1989. En 1989, le successeur de Boucheron, Georges Chavanes, tranche en proposant d'alterner chaque année entre Angoulême et Grenoble malgré les protestations de Francis Groux. La subvention du salon à Angoulême est alors divisée en deux mais le financement est complété par un partenariat avec E.Leclerc.
En 1996, le Salon international de la bande dessinée change de nom pour devenir le Festival international de la bande dessinée (FIBD).

### Incidences de la pandémie de Covid-19
Le festival a connu des reports de dates et une annulation (en 2021) en raison de la pandémie de Covid-19 et des mesures sanitaires prises à son égard : ainsi, en 2021, le festival est reporté de janvier à l'été avant d'être annulé, puis, en 2022, le festival connaît un report de dates de fin janvier à mi-mars (du jeudi 17 au dimanche 20),. En 2021, ont tout de même eu lieu une remise du Grand Prix de la ville d'Angoulême, une cérémonie de récompense des meilleures bandes dessinées de 2020 et une exposition sur l'auteur récompensé par le grand prix en 2020.

### Éditions
La période habituelle d'organisation du FIBD correspond à la fin janvier, chaque année ; toutefois, les dates ont été modifiées en 2021 et 2022 en lien avec le contexte de pandémie de Covid-19,.

## Organisation

### Organisation institutionnelle, matérielle et technique

#### Instances organisatrices
Depuis 2008, le festival est organisé par l'entreprise privée 9eArt+,.

#### Équipe opérationnelle du Festival

##### Liste des présidents
- 1991-1996 : Dominique Brechoteau[25]
- 1996-1998 : Yves Poinot[25]
- 1998-2005 : Jean-Marc Thévenet
- 2005-2006 : Dominique Brechoteau
- 2006-? : Francis Groux[26]

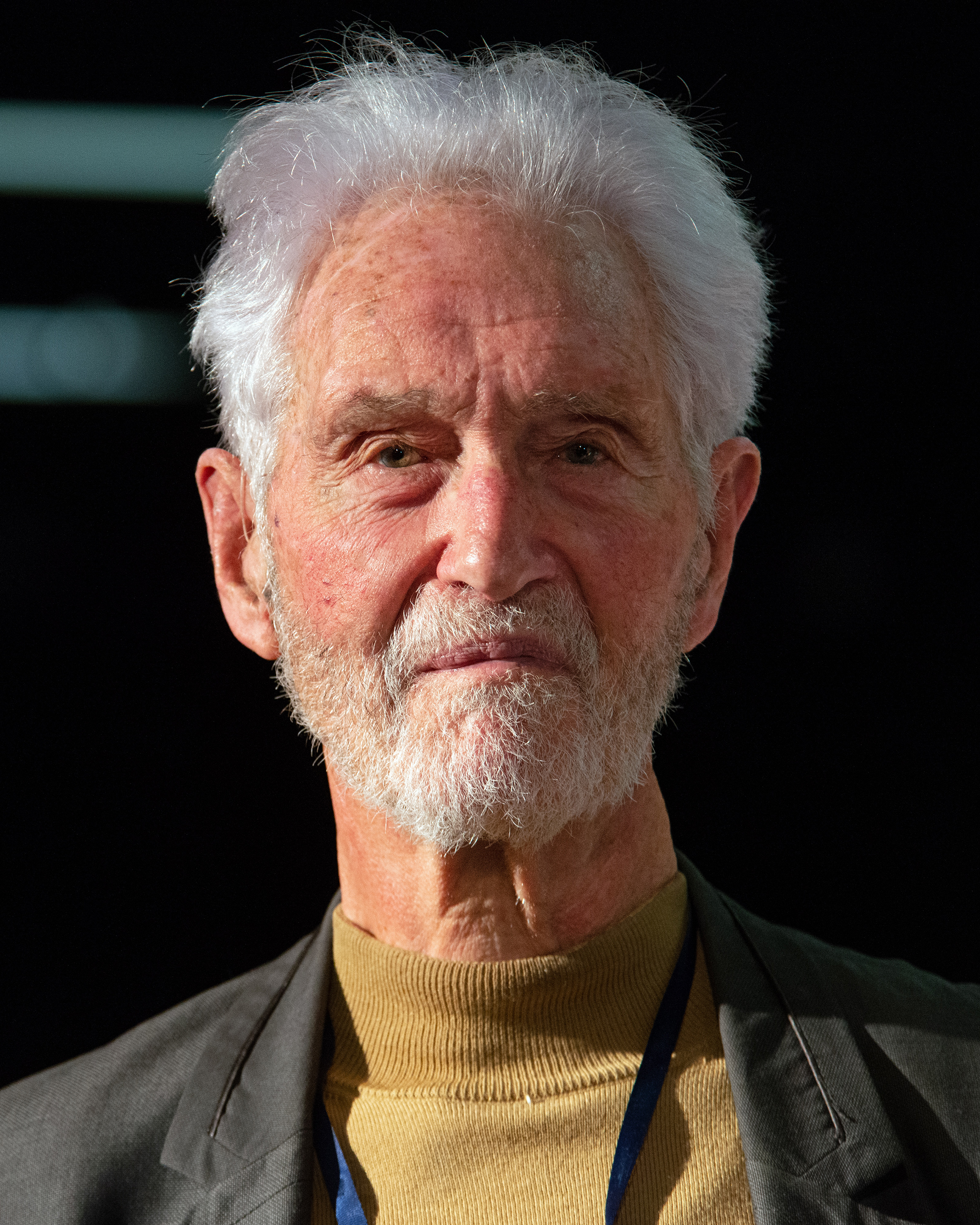
Francis Groux en 2020.

- 2010-2013 : Gérard Balinziala[27],[28]
- 2013-2017 : Patrick Ausou[29]
- 2017-2020 : Delphine Groux (qui est, par ailleurs, fille de Francis Groux, qui a lui-même été président)[30]

##### Autres membres de l'organisation
- Délégué général : Franck Bondoux
- Chargée de la programmation et des partenariats médias : Marie-Noëlle Bas (au moins en 2013[31] et 2016[32])
- Directeur(s) artistique(s) :
  - Benoît Mouchart (2003-2013[31])
  - Stéphane Beaujean, Nicolas Finet et Ezilda Tribot (2013[33],[34],[31]-2016)
  - Stéphane Beaujean seul (2016 - 2020)[35],[36]
  - Sonia Déchamps, Frédéric Felder et Stéphane Ferrand (2020-2021)[37]
  - Sonia Déchamps (jeunesse), Fausto Fasulo (Asie)[38], Victor Macé de Lepinay (général) en 2022
  - Marguerite Demoëte (général + jeunesse)[39], Fausto Fasulo (Asie) depuis 2023
- Directeur technique : Jean-Luc Bittard

#### Installations et événements du festival
Le FIBD accueille des expositions, des conférences, des séances de dédicaces par des auteurs et différents stands. Ont aussi lieu plusieurs cérémonies, dont celles de remise des prix.
Le FIBD est organisé selon différents pôles, tels que le pôle Jeunesse ou le pôle Asie ; de plus, certains services sont dédiés, par exemple, à l'animation et aux conférences.

### Concours
Le FIBD compte plusieurs concours.

#### Concours Jeunes talents
Les participants doivent avoir au moins 17 ans et ne jamais avoir été édités de façon professionnelle.

#### Concours #FIBD Challenge
Concours créé en 2021.

#### Concours de la BD scolaire
Ce sont des élèves dépendant d'établissements scolaires sous tutelle du ministère de l’Éducation nationale français, situés dans le pays comme à l'étranger, ou des enfants pris en charge dans certaines structures sociales et structurelles qui peuvent y participer. Ce prix comporte plusieurs partenaires, dont le ministère de l’Éducation nationale, celui de la Jeunesse et des sports, et l'Unesco ; il existe aussi un partenariat avec la MGEN.

### Récompenses décernées

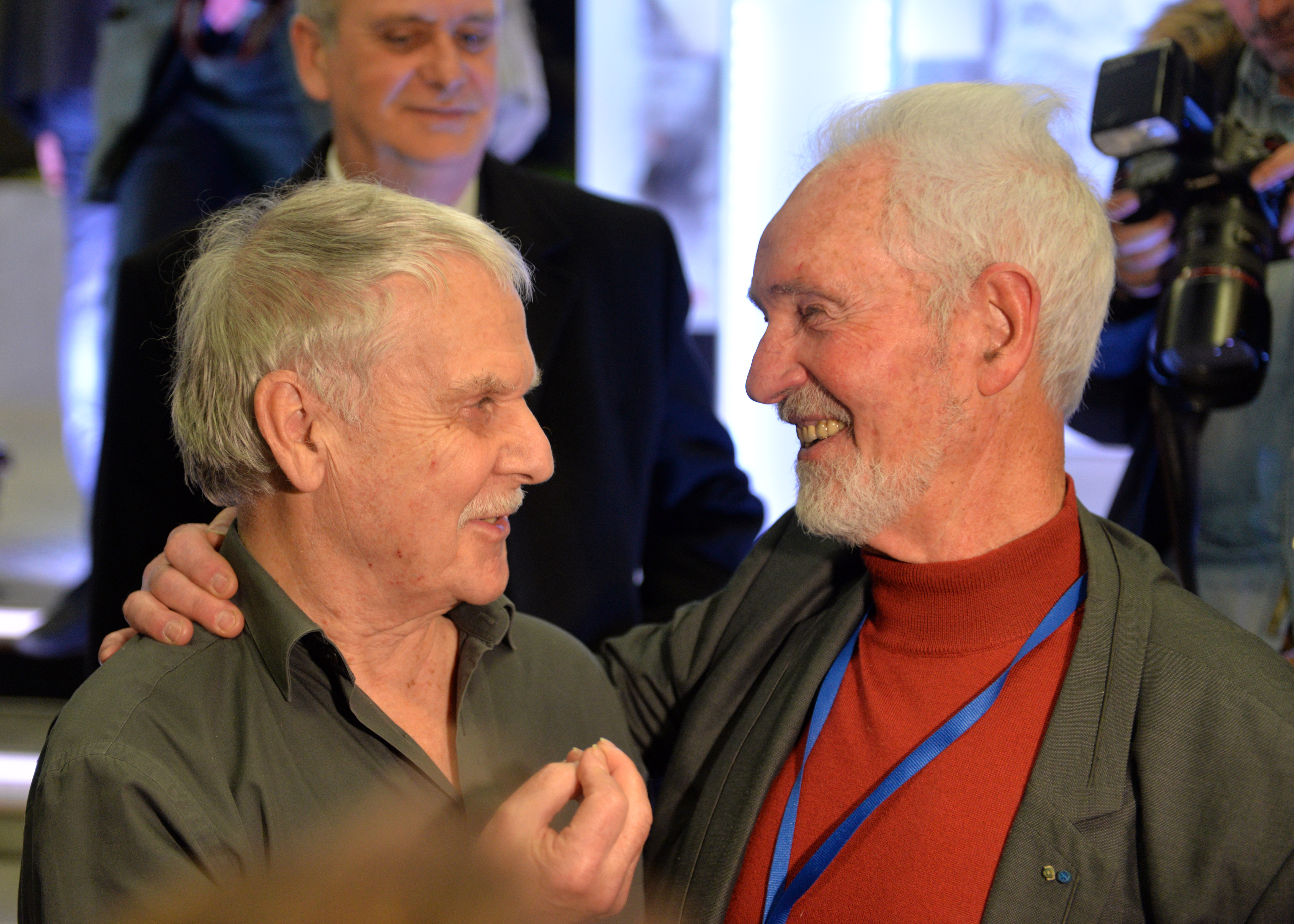
Hermann, grand prix 2016, en compagnie du cofondateur du festival Francis Groux, le 27 1 2016.

Dès sa première édition, le festival d'Angoulême a constitué un jury pour remettre différents prix à des auteurs de bande dessinée. Le seul prix remis depuis les débuts du festival est le grand prix de la ville d'Angoulême qui récompense un auteur pour l'ensemble de son œuvre. D'abord remis par le jury, il l'a ensuite été de 1989 à 2012 par les anciens lauréats regroupés en Académie. À partir de 2013, le vote de l'ensemble des auteurs ayant publié un album en français est progressivement imposé. Régulièrement entouré de polémiques, le grand prix a récompensé quasi-exclusivement des hommes, et surtout des auteurs de langue française, bien qu'une internationalisation prononcée ait été entamée depuis 2011.
Les prix remis par le jury officiel, actuellement appelé « grand jury », ont récompensé au fil des années auteurs et albums dans de nombreuses catégories et ont régulièrement changé d'appellation. Jusqu'en 1980, ce sont principalement des auteurs qui ont été récompensés pour leur travail récent, sans mention d'album en particulier, sauf entre 1976 et 1978. En 1981, la refonte du festival entraîne un renommage des prix qui deviennent les « Alfred », en hommage au pingouin d'Alain Saint-Ogan dans Zig et Puce, et ne récompensent plus que des albums. À partir de cette date, le jury est présidé ex officio par le grand prix de l'année précédente. En 1989, alors que le jury perd le choix du Grand Prix, les prix sont rebaptisés les « Alph-Art », en hommage à Tintin et l'Alph-Art, histoire inachevée d'Hergé. De 2004 à 2006, les prix n'ont plus de nom particulier, deviennent des « Essentiels » de 2007 à 2009. En 2007, le président Lewis Trondheim crée le « Fauve », nouvelle mascotte du festival, qui conduit à appeler le meilleur album le « Fauve d'or » à partir de 2008. Tous les prix officiels deviennent ensuite des « Fauves d'Angoulême » à partir de 2010. Depuis 2015 et le refus de Bill Watterson de s'impliquer dans le festival le jury n'est plus présidé par le grand prix en exercice mais par l'un des membres du jury. En 2016, Hermann obtient le Grand Prix, après l'avoir manqué en 2015 et ne l'espérant plus étant donné "ses propos au sujet du Jury du Grand Prix".
Ces prix maintiennent un équilibre en distinguant à la fois des œuvres élitistes, plus expérimentales et bandes dessinées plus accessibles au grand public. Si ces changements permanents ont pu limiter leur lisibilité et diminuer leur impact, notamment sur les ventes, ce procédé d'attribution de prix, à l'imitation des grandes manifestations cinématographiques, a participé à la légitimation de la bande dessinée. En 2018, ces prix sont le Fauve d'or : prix du meilleur album, le plus ancien et le plus prestigieux, le prix spécial du jury, le prix de la série, le prix Révélation et le prix du patrimoine.
Parallèlement aux prix remis par le jury, divers prix officiels non décernés par le « grand jury » sont également remis dans le cadre du festival, notamment par ses partenaires. En 2018, ces prix sont le prix du public Cultura, remis par un vote public, « suspendu » fin 2018 faute de sponsor ; le prix jeunesse, remis par un jury d'enfants ; le Fauve Polar SNCF, remis par un jury de personnalités et le prix de la bande dessinée alternative, remis par un jury d'acteurs de la scène alternative.
D'autres prix sont également décernés durant le festival par des institutions locales ou par diverses entités profitant du fait que la période du festival d'Angoulême est l'une des seules où les médias généralistes évoquent la bande dessinée. En 2018, entrent dans cette catégorie le prix du Jury œcuménique de la bande dessinée, remis depuis 1990 à une œuvre pour ses valeurs humaines et esthétiques, le prix Tournesol, remis depuis 1997 à un album défendant des valeurs proche de l'écologie, le prix de l'École de l'image, remis par l'école des Beaux-Arts d'Angoulême depuis 1995, ou encore le prix Schlingo, récompensant depuis 2009 une œuvre dans l'esprit de Charlie Schlingo.

### Sélection
Au fil du temps, l'organisation du choix du Grand Prix du Festival d'Angoulême a été sujette à différentes critiques ; elle a aussi évolué. Le Grand Prix est créé en 1974 ; dès lors, il est remis par cooptation, celle-ci étant faite par le jury du festival d'Angoulême ; dans les faits, sur la période allant de 1989 à 2013 — à l'exception des années 1997, 1998 et 1999 —, ce sont les membres de l'Académie des grands prix (récipiendaires de celui-ci) qui l'attribuent. Entre 1997 et 1999, le vote avait été ouvert à « l’ensemble [des] pairs [du vainqueur] ». En 2013, le processus connaît une modification : un vote est effectué par un « collège élargi des professionnels de BD » à partir d'une liste de noms d'auteurs choisis par les directeurs artistiques du FIBD, puis l'Académie formée par les auteurs ayant eu précédemment le prix choisit le gagnant parmi les élus. En 2014, le processus d'attribution du Grand prix connaît un changement d'organisation : au lieu de la cooptation, une présélection d'auteurs est faite par la direction artistique du FIBD. Ensuite, deux collèges de votants, l'Académie des grands prix d'une part, les « professionnels de BD » d'autre part, établissent chacun un vote : les deux votes comptent chacun pour moitié dans le résultat final de l'élection. Une nouvelle modification a lieu, à la suite d'une polémique, en 2016.
En 2022, le jury du Grand Prix se compose de l'autrice Fanny Michaëlis (présidente du jury), l'auteur Pierre Alary, la libraire Mathilde Llobet, le réalisateur Michel Hazanavicius, la chanteuse Pomme et des journalistes Florence Aubenas (Le Monde) et Romain Brethes (Le Point).

#### Prix spéciaux
- Claire Bretécher (1982, prix du 10e anniversaire)
- Hugo Pratt (1988, prix du 15e anniversaire)
- Morris (1992, grand prix spécial du 20e anniversaire)
- Albert Uderzo (1999, prix spécial du millénaire)
- Akira Toriyama (2013, prix du quarantenaire)
- Charlie Hebdo (2015, grand prix spécial)

#### Prix de la bande dessinée alternative
Ce prix, créé en 1982, s'intéresse à la bande dessinée alternative, sur un plan international. Son édition de 2022 est la 41e pour ce prix.

#### Prix des écoles, collèges et lycées
Le FIBD comporte le Prix des lycées, le Prix des collèges et le Prix des écoles, en lien avec l'académie de Poitiers et plus particulièrement celle du département de la Charente : dans ce dernier département, des élèves des différents types d'établissements d'enseignement choisissent des albums qu'ils priment.

#### Prix Fauve des lycéens (depuis 2021)
Le comité de sélection général du festival choisit, parmi les titres de la compétition Officielle, 10 bandes dessinées représentatives de la diversité de la production et adaptées à un public de lycéens. Chaque classe participante désigne ses trois albums préférés. Les cinq bandes dessinées qui ont recueilli le plus de voix, sont soumises au jury national, composé de lycéens des classes votantes tirés au sort.

#### Prix Éco-Fauve (depuis 2022)
Ce prix est créé pour l'édition 2022 du FIBD ; il s'intéresse aux bandes dessinées traitant d'écologie.

#### Prix René-Goscinny
Le prix René Goscinny - Jeune scénariste est créé pour l'édition 2022 du FIBD ; il s'intéresse aux scénaristes de bande dessinée qui commencent à être connus.

## Expositions notables
Chaque année, le FIBD organise notamment une exposition sur l’œuvre de l'auteur récompensé par le grand prix l'année antérieure.
En 2016, le festival organise une grande exposition consacrée à l'artiste Hugo Pratt, et notamment son œuvre principale Corto Maltese.
En 2022, les expositions majeures concernent les travaux des auteurs Chris Ware (Grand Prix 2021), René Goscinny, Christophe Blain, Shigeru Mizuki et Tatsuki Fujimoto,. Le personnage principal de la série BD Mortelle Adèle a également sa propre exposition,.

## Portée et influence du festival

### Influence du festival
Dans les années 2010-2020, le FIBD fait partie des plus grands festivals de bande dessinée européens, mais aussi mondiaux.

### Fréquentation
En 2012, la population de visiteurs attendue est d'environ 200 000 personnes sur quatre jours.

## Quelques chiffres
En 2022, le FIBD rassemble environ 1 500 auteurs.

## Aspects économiques
« Ce prix n’est pas seulement honorifique, il a un impact économique évident : les auteur(e)s vont être mis en avant médiatiquement, la distinction aura un impact sur la chaîne du livre dont bénéficieront libraires, éditeurs… et l’auteur(e) primé(e) », selon le Collectif des créatrices de BD contre le sexisme.

## Polémiques

### Janvier 2016: le festival accusé de sexisme
En janvier 2016 éclate une polémique autour de la sélection des auteurs pour le Grand Prix du festival et le FIBD est accusé de sexisme,,. En effet, cette sélection, qui comporte trente noms d'auteurs, ne compte aucune femme, bien que celles-ci concourent également à la production de bandes dessinées : des auteurs de bande dessinée — dont certains faisant partie de la liste de la sélection — s'insurgent alors contre ce manque total de représentation des auteurs femmes dans la sélection,,,,. En signe de protestation, certains des auteurs sélectionnés demandent alors à être retirés de la liste,,, tandis que d'autres appellent au boycott de la cérémonie de remise du Grand Prix,. Le peu de femmes citées pour le Grand Prix depuis la création du FIBD en 1973 est aussi relevé : deux dessinatrices en environ quatre décennies, selon le Collectif des créatrices de bande dessinée contre le sexisme,. Plusieurs responsables politiques français soutiennent ces revendications, dont la ministre de la Culture,.
Le délégué général du FIBD, Franck Bondoux, indique en réponse que la sélection ne se veut pas sexiste et argumente en relevant le principe de la sélection du Grand Prix, destiné à être remis à un auteur pour l'ensemble de son œuvre ; selon lui : « quand on regarde le palmarès, on constate que les artistes qui le composent témoignent d'une certaine maturité et d'un certain âge. Il y a malheureusement peu de femmes dans l'histoire de la bande dessinée. C'est une réalité. Si vous allez au Louvre, vous trouverez également assez peu d'artistes féminines », et indique par ailleurs que « l'histoire de la BD jusqu'aux années 1980 est essentiellement d'obédience masculine ». L'Américaine Liza Donnelly indique dans le Washington Post que c'est mal considérer la place des créatrices (littéraires ou artistiques) dans l'histoire : peu reconnues malgré leur présence dans ces domaines. L'Association des critiques et journalistes de BD (ACBD) indique en 2016 que la seule BD francophone compte 12,4 % de femmes parmi ses professionnels. Joanne Schiffer, du Collectif des créatrices de bande dessinée contre le sexisme indique de son côté que « les femmes sont présentes depuis fort longtemps dans la bande dessinée. Le problème est qu’elles n’arrivent jamais au finish, on ne mise pas sur elles. La bande dessinée n’échappe pas à l’entre-soi qui règne dans les milieux artistiques et culturels, où les hommes s’élisent entre eux ».
Entre 1973 et 2016, soit 42 ans, le FIBD n'a récompensé par le Grand Prix de la BD qu'une unique femme : Florence Cestac (en 2000),. Une autre autrice a eu un prix spécial en 1983 : le « Grand prix du dixième anniversaire » pour Claire Bretécher,. En ce qui concerne les nominations pour le Grand Prix, en 2014, la liste des nommés compte parmi ses noms ceux de deux autrices : Marjane Satrapi et Posy Simmonds, ; la première étant aussi sur la liste de 2015.
En réaction à cette polémique, l'organisation du FIBD pense augmenter la liste des nommés de 2016 pour comprendre des autrices, puis décide de supprimer la liste et indique que « le Festival a pris la décision d'inviter l'ensemble des auteur(e)s de bande dessinée à voter librement pour désigner comme lauréat(e) l'auteur(e) de leur choix »,,,.
Quelques années plus tard, d'autres autrices sont primées, telles les récipiendaires du Grand Prix Rumiko Takahashi (en 2019) et Julie Doucet (en 2022).

### FIBD 2022: polémique autour du Prix Éco-Fauve
Le Prix Éco-Fauve, tourné vers la bande dessinée traitant d'écologie et nouvellement instauré pour l'édition 2022 du FIBD, connaît une polémique, la démission de plusieurs membres de son jury, puis celle d'auteurs sélectionnés pour ce prix,. Ceci en considération de craintes de greenwashing par le sponsor principal du festival, qui est une entreprise spécialisée dans l'emballage, et dont le nom est associé à ce prix spécifique,.

### FIBD 2023: Bastien Vivès
À la suite d'accusations d'apologie de la pédocriminalité, le festival annule l'exposition du dessinateur Bastien Vivès.

## Affiches du festival
Les affiches du FIBD sont créées par les récipiendaires de certains des prix : le lauréat d'une année réalise une affiche du festival de l'année suivante. Durant plusieurs années, c'est le dessinateur ayant eu le grand prix qui la réalise — mais cela n'a pas toujours été le cas. Une revue des affiches au fil des décennies permet aussi une relecture de leur époque de création.
L'affiche du Salon international de la bande dessinée d'Angoulême (ancien nom du FIBD) de 1974 est dessinée par Hugo Pratt, encore peu connu en France mais dont le travail est déjà reconnu par certains professionnels du milieu et amateurs. Celle de 1977, la première en couleurs, est signée Hergé, qui visite le salon, qui gagne également en renommée en France. Moebius signe l'affiche de l'édition 1982, sous-titrée « La B.D. et son avenir », au début d'une décennie au cours de laquelle la BD prend du galon dans la culture. L'affiche de 2000, réalisée par le subversif Robert Crumb qui la titre « Fuck Off Festival, Angoulême », est censurée — et remplacée par une affiche au caractère institutionnel. L'affiche de 2012 est réalisée par Art Spiegelman, avec, entre autres, une mise en abyme de l'affiche et de l'évolution de l'édition du papier vers le numérique.
À partir de 2019, ce sont trois dessinateurs qui créent les illustrations des affiches ; selon l'organisateur : « pour les cinq années à venir, elles seront ainsi confiées à trois artistes de nationalités différentes, célébrant, symboliquement, toute la richesse de la bande dessinée ». Ainsi, Richard Corben (grand prix 2018), Bernadette Després et Taiyō Matsumoto sont-ils les auteurs des affiches du FIBD 2019, avec, pour thème commun imposé « un autoportrait de l’artiste en enfant, découvrant la ou les bandes dessinées fondatrices de sa passion, voire de sa vocation ». Selon le journaliste Tewfik Hakem de France Culture, cette diversité peut aussi permettre davantage de reconnaissance pour les artistes femmes primées au festival, en lien avec la polémique de 2016, et aussi contribuer à la communication du FIBD à l'international.

## Autour du festival

### Festival Off
Plusieurs événements ont lieu en marge du FIBD, tels que le Spin-Off, festival de micro-édition, qui regroupe en 2014 environ soixante collectifs ou le Festival International de la Bande Dabrutis d’Angoulême (pas uniquement parodique) du Off of Off — qui remet notamment le Prix Schlingo et le Prix Couilles au cul,,,.

### Prix remis en marge du festival, par d'autres instances

#### Prix Tournesol
Le Prix Tournesol est une distinction attribuée chaque année depuis 1997, en marge du FIBD ; il met en avant une œuvre traitant de thématiques liées à l'écologie. Il a été créé à l'initiative du parti politique Les Verts, ce pour quoi les organisateurs du FIBD considèrent qu'ils ne peuvent y associer le festival.

#### Prix Schlingo
Le Prix Charlie-Schlingo, créé en 2009 à l'initiative de la bédéaste Florence Cestac et Yves Poinot — qui a aussi été président du FIBD entre 1996 et 2006 —, s'intéresse à la bande dessinée humoristique de style « gros nez »,,. Le magazine spécialisé Fluide Glacial en est un partenaire.

#### Grand prix Angoumixte
Le Grand prix Angoumixte est une distinction non officielle qui est attribuée en marge du FIBD ; en 2015, il est attribué à l'autrice Catel Muller.

#### Prix Couilles au cul
Remis pour la première fois en 2016, le Prix couilles au cul du Courage Artistique est décerné en hommage au courage artistique d'un dessinateur humoriste international (en bande dessinée, dessin de presse…),,,,. Le dessinateur de presse et auteur de bande dessinée Yan Lindingre en est l'initiateur, après que le FIBD ait hésité à mettre en place en son sein un prix relatif à la liberté d'expression,. Ce prix est décerné en partenariat avec l'association Cartooning for Peace, le journal Sud-Ouest, et les magazines spécialisés Fluide Glacial et ActuaBD. Sa première récipiendaire, en 2016, est Nadia Khiari, artiste d'origine tunisienne, créatrice de Willis from Tunis.

### Documentaire
- Mathilde Fassin, Angoulême, 50 ans de bulles, France 4, 2023.